# Saison 2004-2005 du Club athlétique Brive Corrèze
Cette page présente la saison 2004-2005 du CA Brive Corrèze.  Le club dispute le Top 16 et le Challenge européen.

## Joueurs et encadrement

### Dirigeants
- Jean-Claude Penauille, président
- Stéphane Drelon, Directeur Général délégué

### Staff technique
- Didier Faugeron, entraineur et Directeur sportif
- Eric Alégret, entraîneur des avants

### Effectif 2004-2005
| Nom                   | Poste            | Naissance        | Nationalité sportive | International | Dernier club          | Arrivée au club (année) |
| --------------------- | ---------------- | ---------------- | -------------------- | ------------- | --------------------- | ----------------------- |
| Julien Campo          | Talonneur        | 1er mai 1981     | France               | -             | Biarritz olympique    | 2004                    |
| Jawad Djoudi          | Talonneur        | 8 mai 1976       | France               | -             | CS Bourgoin-Jallieu   | 2003                    |
| Eric Bouti            | Pilier           | 15 décembre 1972 | France               | -             | Section paloise       | 2002                    |
| Pierre Capdevielle    | Pilier           | 30 mars 1974     | France               | -             | AS Montferrand        | 2001                    |
| Damien Minassian      | Pilier           | 14 juin 1979     | France               | -             | Biarritz olympique    | 2004                    |
| Alessandro Moreno     | Pilier           | 21 avril 1973    | Italie Argentine     |               | USA Perpignan         | 2004                    |
| Franco Pani           | Pilier           | 18 août 1981     | Argentine            | -             | L'Aquila              | 2004                    |
| Daniel Rodriguez      | Pilier           | 30 mars 1978     | Argentine            | -             | CA Périgueux          | 2003                    |
| Samuel Chinarro       | Deuxième ligne   | 2 février 1974   | France               | -             | Castres olympique     | 2002                    |
| Denys Drozdz          | Deuxième ligne   | 12 juin 1985     | France               | -             | Formé au club         | Formé au club           |
| Yvan Manhès           | Deuxième ligne   | 23 mai 1975      | France               | -             | Stade aurillacois     | 1995                    |
| Mariano Sambucetti    | Deuxième ligne   | 8 mai 1976       | Argentine            |               | ?                     | 2004                    |
| John Tait             | Deuxième ligne   | 14 août 1973     | Canada               |               | Cardiff Blues         | 2003                    |
| John Welborn          | Deuxième ligne   | 8 septembre 1970 | Australie            |               | FC Grenoble           | 2001                    |
| Emmanuel Amapakabo    | Troisième ligne  | 23 décembre 1973 | France               | -             | FC Grenoble           | 2001                    |
| Simon Azoulai         | Troisième ligne  | 15 juin 1980     | France               | -             | CA Bègles-Bordeaux    | 2003                    |
| Jérôme Bonvoisin      | Troisième ligne  | 8 août 1973      | France               | -             | AS Montferrand        | 2001                    |
| Damien Chouly         | Troisième ligne  | 27 novembre 1985 | France               | -             | Formé au club         | Formé au club           |
| Jérôme Guisset        | Troisième ligne  | 29 août 1978     | France               | -             | Warrington Wolves     | 2004                    |
| Fabien Laurent        | Troisième ligne  | 20 juillet 1984  | France               | -             | Formé au club         | Formé au club           |
| Alexandre Maleyrie    | Troisième ligne  | 13 mars 1981     | France               | -             | Formé au club         | Formé au club           |
| Lionel Mallier        | Troisième ligne  | 6 mars 1974      | France               |               | USA Perpignan         | 2004                    |
| Valentin Courrent     | Demi de mêlée    | 16 août 1982     | France               | -             | AC Bobigny            | 2000                    |
| Jean-Baptiste Péjoine | Demi de mêlée    | 17 juillet 1980  | France               | -             | Stade bordelais       | 2001                    |
| Sébastien Laloo       | Demi d'ouverture | 8 novembre 1978  | France               | -             | CA Bègles-Bordeaux    | 2002                    |
| Régis Lespinas        | Demi d'ouverture | 6 octobre 1984   | France               | -             | Formé au club         | Formé au club           |
| Alain Penaud          | Demi d'ouverture | 19 juillet 1969  | France               |               | Stade toulousain      | 2001                    |
| Nicolas Couttet       | 3/4 centre       | 30 janvier 1975  | France               | -             | USA Perpignan         | 2003                    |
| Pascal Giordani       | 3/4 centre       | 1er juin 1974    | France               |               | USA Perpignan         | 2004                    |
| Cédric Leite          | 3/4 centre       | 17 décembre 1977 | France               | -             | Formé au club         | Formé au club           |
| Ludovic Valbon        | 3/4 centre       | 22 mai 1976      | France               |               | CA Bègles-Bordeaux    | 2003                    |
| Yves Donguy           | 3/4 aile         | 1er janvier 1982 | France               | -             | AC Bobigny            | 2000                    |
| Julien Laharrague     | 3/4 aile         | 29 juillet 1978  | France               | -             | AS Béziers Hérault    | 2003                    |
| Jérôme Naves          | 3/4 aile         | 8 septembre 1979 | France               | -             | Formé au club         | Formé au club           |
| Farid Sid             | 3/4 aile         | 27 mars 1979     | France               | -             | US Colomiers          | 2004                    |
| Nicolas Le Roux       | Arrière          | 1er octobre 1976 | France               | -             | Racing Club de France | 2000                    |

## Calendrier
| Date du match     | Domicile              | Extérieur             | Score | Lieu du match                  | Catégorie                                    |
| ----------------- | --------------------- | --------------------- | ----- | ------------------------------ | -------------------------------------------- |
| 18 août 2004      | FC Grenoble           | CA Brive              | 23-28 | Stade Lesdiguières             | 1re journée de Top 16                        |
| 23 août 2004      | CA Brive              | AS Béziers            | 28-16 | Stade Amédée-Domenech          | 2e journée de Top 16                         |
| 29 août 2004      | SU Agen               | CA Brive              | 31-26 | Stade Armandie                 | 3e journée de Top 16                         |
| 4 septembre 2004  | CA Brive              | Montpellier HRC       | 28-9  | Stade Amédée-Domenech          | 4e journée de Top 16                         |
| 11 septembre 2004 | Section paloise       | CA Brive              | 16-14 | Stade du Hameau                | 5e journée de Top 16                         |
| 17 septembre 2004 | CA Brive              | RC Narbonne           | 28-9  | Stade Amédée-Domenech          | 6e journée de Top 16                         |
| 25 septembre 2004 | FC Auch               | CA Brive              | 26-29 | Stade Patrice-Brocas           | 7e journée de Top 16                         |
| 2 octobre 2004    | CA Brive              | Stade toulousain      | 16-27 | Stade Amédée-Domenech          | 8e journée de Top 16                         |
| 9 octobre 2004    | CA Brive              | Castres olympique     | 19-12 | Stade Amédée-Domenech          | 9e journée de Top 16                         |
| 15 octobre 2004   | Biarritz olympique    | CA Brive              | 37-16 | Parc des sports d'Aguiléra     | 10e journée de Top 16                        |
| 23 octobre 2004   | Worcester Warriors    | CA Brive              | 29-15 | Sixways Stadium                | 16e de finale aller du Challenge européen    |
| 30 octobre 2004   | CA Brive              | Worcester Warriors    | 40-10 | Stade Amédée-Domenech          | 16e de finale retour du Challenge européen   |
| 6 novembre 2004   | CA Brive              | ASM Clermont Auvergne | 28-12 | Stade Amédée-Domenech          | 11e journée de Top 16                        |
| 12 novembre 2004  | Stade Français        | CA Brive              | 32-18 | Stade Jean-Bouin               | 12e journée de Top 16                        |
| 20 novembre 2004  | CA Brive              | USA Perpignan         | 20-6  | Stade Amédée-Domenech          | 13e journée de Top 16                        |
| 27 novembre 2004  | CS Bourgoin-Jallieu   | CA Brive              | 47-27 | Stade Pierre-Rajon             | 14e journée de Top 16                        |
| 4 décembre 2004   | CA Brive              | El Salvador Rugby     | 57-6  | Stade Amédée-Domenech          | 8e de finale aller du Challenge européen     |
| 11 décembre 2004  | El Salvador Rugby     | CA Brive              | 23-45 | Campo de Pepe Rojo             | 8e de finale retour du Challenge européen    |
| 18 décembre 2004  | CA Brive              | Aviron bayonnais      | 17-3  | Stade Amédée-Domenech          | 15e journée de Top 16                        |
| 23 décembre 2004  | CA Brive              | FC Grenoble           | 28-8  | Stade Amédée-Domenech          | 16e journée de Top 16                        |
| 9 janvier 2005    | Saracens              | CA Brive              | 19-6  | Vicarage Road                  | Quart de finale aller du Challenge européen  |
| 16 janvier 2005   | CA Brive              | Saracens              | 31-16 | Stade Amédée-Domenech          | Quart de finale retour du Challenge européen |
| 22 janvier 2005   | AS Béziers            | CA Brive              | 21-21 | Stade de la Méditerranée       | 17e journée de Top 16                        |
| 29 janvier 2005   | CA Brive              | SU Agen               | 8-6   | Stade Amédée-Domenech          | 18e journée de Top 16                        |
| 5 février 2005    | Montpellier HRC       | CA Brive              | 31-10 | Stade Sabathé                  | 19e journée de Top 16                        |
| 18 février 2005   | CA Brive              | Section paloise       | 27-23 | Stade Amédée-Domenech          | 20e journée de Top 16                        |
| 26 février 2005   | RC Narbonne           | CA Brive              | 36-23 | Parc des sports et de l'amitié | 21e journée de Top 16                        |
| 5 mars 2005       | CA Brive              | FC Auch               | 21-13 | Stade Amédée-Domenech          | 22e journée de Top 16                        |
| 25 mars 2005      | Stade toulousain      | CA Brive              | 71-3  | Stade Ernest-Wallon            | 23e journée de Top 16                        |
| 3 avril 2005      | Section paloise       | CA Brive              | 37-16 | Stade du Hameau                | Demi-finale aller du Challenge européen      |
| 9 avril 2005      | Castres olympique     | CA Brive              | 37-29 | Stade Pierre-Antoine           | 24e journée de Top 16                        |
| 16 avril 2005     | CA Brive              | Biarritz olympique    | 18-24 | Stade Amédée-Domenech          | 25e journée de Top 16                        |
| 23 avril 2005     | CA Brive              | Section paloise       | 27-13 | Stade Amédée-Domenech          | Demi-finale retour du Challenge européen     |
| 29 avril 2005     | ASM Clermont Auvergne | CA Brive              | 46-10 | Stade Marcel-Michelin          | 26e journée de Top 16                        |
| 6 mai 2005        | CA Brive              | Stade Français        | 16-34 | Stade Amédée-Domenech          | 27e journée de Top 16                        |
| 14 mai 2005       | USA Perpignan         | CA Brive              | 43-28 | Stade Aimé-Giral               | 28e journée de Top 16                        |
| 21 mai 2005       | CA Brive              | CS Bourgoin-Jallieu   | 55-3  | Stade Amédée-Domenech          | 29e journée de Top 16                        |
| 28 mai 2005       | Aviron bayonnais      | CA Brive              | 43-29 | Stade Jean-Dauger              | 30e journée de Top 16                        |

## Statistiques

### Statistiques collectives

#### Classement Top 16
| Rang | Club                     | J  | V  | N | D  | Bo | Bd | Pm  | Pe  | Diff | Pts |
| ---- | ------------------------ | -- | -- | - | -- | -- | -- | --- | --- | ---- | --- |
| 1    | Stade français Paris (T) | 30 | 21 | 2 | 7  | 9  | 2  | 858 | 613 | +245 | 99  |
| 2    | Biarritz olympique       | 30 | 20 | 0 | 10 | 12 | 4  | 838 | 488 | +350 | 96  |
| 3    | CS Bourgoin-Jallieu      | 30 | 20 | 2 | 8  | 10 | 2  | 855 | 648 | +207 | 96  |
| 4    | Stade toulousain         | 30 | 19 | 0 | 11 | 12 | 6  | 875 | 574 | +301 | 94  |
| 5    | USA Perpignan            | 30 | 18 | 1 | 11 | 9  | 3  | 688 | 583 | +105 | 86  |
| 6    | Castres olympique        | 30 | 17 | 3 | 10 | 7  | 3  | 704 | 678 | +26  | 84  |
| 7    | ASM Clermont             | 30 | 16 | 2 | 12 | 7  | 2  | 745 | 647 | +98  | 77  |
| 8    | SU Agen                  | 30 | 16 | 1 | 13 | 6  | 5  | 674 | 568 | +106 | 77  |
| 9    | CA Brive                 | 30 | 14 | 1 | 15 | 5  | 3  | 668 | 745 | -77  | 66  |
| 10   | RC Narbonne              | 30 | 13 | 2 | 15 | 2  | 5  | 588 | 755 | -167 | 63  |
| 11   | Montpellier HR           | 30 | 12 | 0 | 18 | 8  | 6  | 628 | 765 | -137 | 62  |
| 12   | Aviron bayonnais (P)     | 30 | 12 | 3 | 15 | 4  | 2  | 587 | 763 | -176 | 60  |
| 13   | Section paloise          | 30 | 10 | 2 | 18 | 4  | 7  | 605 | 715 | -110 | 55  |
| 14   | FC Grenoble              | 30 | 7  | 2 | 21 | 5  | 5  | 580 | 842 | -262 | 42  |
| 15   | AS Béziers               | 30 | 6  | 3 | 21 | 3  | 5  | 600 | 876 | -276 | 38  |
| 16   | FC Auch (P)              | 30 | 7  | 0 | 23 | 0  | 9  | 503 | 736 | -233 | 37  |

### Statistiques individuelles

#### Statistiques par joueur
(Tableau à jour au 31 mai 2005)
| Joueur                | Poste            | TJ   | Tit. | Rem. | E | T  | P  | D | CJ | CR |
| --------------------- | ---------------- | ---- | ---- | ---- | - | -- | -- | - | -- | -- |
| Julien Campo          | Talonneur        | 886  | 11   | 11   | 1 | -  | -  | - | 1  | 1  |
| Jawad Djoudi          | Talonneur        | 1535 | 19   | 8    | - | -  | -  | - | 1  | -  |
| Eric Bouti            | Pilier           | 695  | 9    | 5    | 1 | -  | -  | - | 3  | -  |
| Pierre Capdevielle    | Pilier           | 2126 | 26   | 4    | 1 | -  | -  | - | 2  | -  |
| Damien Minassian      | Pilier           | 917  | 11   | 6    | 1 | -  | -  | - | 1  | -  |
| Alessandro Moreno     | Pilier           | 369  | 3    | 7    | - | -  | -  | - | 1  | -  |
| Franco Pani           | Pilier           | 214  | 2    | 8    | - | -  | -  | - | -  | -  |
| Daniel Rodriguez      | Pilier           | 619  | 9    | 2    | 2 | -  | -  | - | 1  | -  |
| Samuel Chinarro       | Deuxième ligne   | 1605 | 20   | 3    | 1 | -  | -  | - | 1  | -  |
| Denis Drozdz          | Deuxième ligne   | 466  | 5    | 5    | 1 | -  | -  | - | 1  | -  |
| Yvan Manhès           | Deuxième ligne   | 1488 | 18   | 6    | 1 | -  | -  | - | 2  | -  |
| Mariano Sambucetti    | Deuxième ligne   | 46   | -    | 2    | - | -  | -  | - | -  | -  |
| John Tait             | Deuxième ligne   | 10   | -    | 1    | - | -  | -  | - | -  | -  |
| John Welborn          | Deuxième ligne   | 1240 | 17   | 1    | 1 | -  | -  | - | 5  | -  |
| Emmanuel Amapakabo    | Troisième ligne  | 355  | 4    | 5    | - | -  | -  | - | -  | -  |
| Simon Azoulai         | Troisième ligne  | 1867 | 24   | 3    | - | -  | -  | - | -  | -  |
| Jérôme Bonvoisin      | Troisième ligne  | 1777 | 24   | -    | 3 | -  | -  | - | 1  | -  |
| Damien Chouly         | Troisième ligne  | 217  | 1    | 4    | - | -  | -  | - | -  | -  |
| Jérôme Guisset        | Troisième ligne  | 80   | 1    | -    | - | -  | -  | - | -  | -  |
| Fabien Laurent        | Troisième ligne  | 119  | 1    | 3    | 1 | -  | -  | - | -  | -  |
| Alexandre Maleyrie    | Troisième ligne  | 975  | 11   | 9    | 1 | -  | -  | - | -  | -  |
| Lionel Mallier        | Troisième ligne  | 1886 | 24   | 2    | 4 | -  | -  | - | 5  | -  |
| Valentin Courrent     | Demi de mêlée    | 1441 | 15   | 11   | 7 | 31 | 46 | - | -  | -  |
| Jean-Baptiste Péjoine | Demi de mêlée    | 1213 | 18   | 8    | 6 | -  | -  | - | -  | -  |
| Sébastien Laloo       | Demi d'ouverture | 567  | 7    | 6    | - | -  | -  | - | 1  | -  |
| Régis Lespinas        | Demi d'ouverture | 190  | 2    | 6    | 4 | 1  | 1  | - | -  | -  |
| Alain Penaud          | Demi d'ouverture | 1664 | 19   | 7    | 1 | -  | 1  | 2 | -  | -  |
| Nicolas Couttet       | Centre           | 1407 | 18   | 1    | 2 | -  | -  | - | 1  | 1  |
| Pascal Giordani       | Centre           | 689  | 7    | 8    | 1 | -  | -  | - | -  | -  |
| Cédric Leite          | Centre           | 1014 | 12   | 7    | 1 | -  | -  | - | -  | -  |
| Ludovic Valbon        | Centre           | 1607 | 22   | -    | 6 | -  | -  | - | 1  | -  |
| Yves Donguy           | Ailier           | 1678 | 21   | -    | 5 | -  | -  | - | -  | -  |
| Julien Laharrague     | Ailier           | 1666 | 20   | 4    | 5 | 12 | 33 | 1 | 1  | -  |
| Jérôme Naves          | Ailier           | 162  | 2    | -    | - | -  | -  | - | -  | -  |
| Farid Sid             | Ailier           | 1733 | 22   | 1    | 5 | -  | -  | - | -  | -  |
| Nicolas Le Roux       | Arrière          | 2002 | 25   | 1    | 2 | -  | 1  | - | -  | -  |

#### Statistiques par réalisateur
Classement des meilleurs réalisateurs en Top 14
| Rang | Joueur                | Poste         | Points | Essais | Transf. | Pén. | Drops |
| ---- | --------------------- | ------------- | ------ | ------ | ------- | ---- | ----- |
| 1    | Valentin Courrent     | Demi de mêlée | 235    | 7      | 31      | 46   | -     |
| 2    | Julien Laharrague     | Ailier        | 151    | 5      | 12      | 33   | 1     |
| 3    | Jean-Baptiste Péjoine | Demi de mêlée | 30     | 6      | -       | -    | -     |
| 4    | Ludovic Valbon        | Centre        | 30     | 6      | -       | -    | -     |
| 5    | Yves Donguy           | Ailier        | 25     | 5      | -       | -    | -     |
| -    | Farid Sid             | Ailier        | 25     | 5      | -       | -    | -     |

#### Statistiques par marqueur
| Rang  | Joueur                | Poste            | Essais    |
| ----- | --------------------- | ---------------- | --------- |
| 1     | Valentin Courrent     | Demi de mêlée    | 7 essais  |
| 2     | Jean-Baptiste Péjoine | Demi de mêlée    | 6 essais  |
| 2     | Ludovic Valbon        | Centre           | 6 essais  |
| 4     | Yves Donguy           | Ailier           | 5 essais  |
| 4     | Julien Laharrague     | Ailier           | 5 essais  |
| 4     | Farid Sid             | Ailier           | 5 essais  |
| 7     | Lionel Mallier        | Troisième ligne  | 4 essais  |
| 7     | Régis Lespinas        | Demi d'ouverture | 4 essais  |
| 9     | Jérôme Bonvoisin      | Troisième ligne  | 3 essais  |
| 10    | Daniel Rodriguez      | Pilier           | 2 essais  |
| 10    | Nicolas Couttet       | Centre           | 2 essais  |
| 10    | Nicolas Le Roux       | Arrière          | 2 essais  |
| 13    | Julien Campo          | Talonneur        | 1 essai   |
| 13    | Eric Bouti            | Pilier           | 1 essai   |
| 13    | Pierre Capdevielle    | Pilier           | 1 essai   |
| 13    | Damien Minassian      | Pilier           | 1 essai   |
| 13    | Samuel Chinarro       | Deuxième ligne   | 1 essai   |
| 13    | Denis Drozdz          | Deuxième ligne   | 1 essai   |
| 13    | Yvan Manhès           | Deuxième ligne   | 1 essai   |
| 13    | John Welborn          | Deuxième ligne   | 1 essai   |
| 13    | Fabien Laurent        | Troisième ligne  | 1 essai   |
| 13    | Alexandre Maleyrie    | Troisième ligne  | 1 essai   |
| 13    | Alain Penaud          | Demi d'ouverture | 1 essai   |
| 13    | Pascal Giordani       | Centre           | 1 essai   |
| 13    | Cédric Leite          | Centre           | 1 essai   |
| #     | essai de pénalité     | -                | 2 essais  |
| Total | -                     | 25 marqueurs     | 65 essais |

### Joueurs en sélections internationales
| Joueur             | Poste          | Pays      | Compétition                               | Sélections (points) |
| ------------------ | -------------- | --------- | ----------------------------------------- | ------------------- |
| Mariano Sambucetti | Deuxième ligne | Argentine | Tests Match                               | 2(0)                |
| Ludovic Valbon     | Centre         | France    | Tournoi des Six Nations 2005              | 1(0)                |
| Julien Laharrague  | Ailier         | France    | Tests Match, Tournoi des Six Nations 2005 | 5(10)               |